# 에티오피아-에리트레아 연방

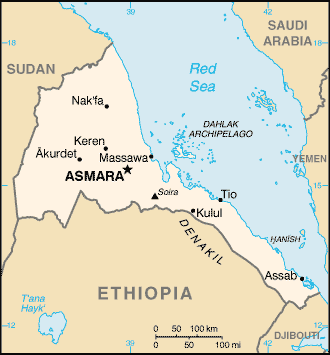

에티오피아-에리트레아 연방은 이탈리아가 패전한 이후 에리트레아의 처리를 위해 에리트레아 지역과 에티오피아가 결성한 연방이다. 1962년 하일레 셀라시에 황제가 연방을 폐지하고 에리트레아를 에티오피아의 주로 병합하였다. 이로 인해 에리트레아 독립 전쟁이 발발하였다.